# Rotten.com
Rotten.com був шоковим сайтом, що діяв з 1996 по 2012 рік. Сайт, який мав слоган «Архів тривожних ілюстрацій», був присвячений хворобливим курйозам, зображенням насильницьких дій, деформацій, фотографій розтину або судово-медичної експертизи, зображень збочених статевих актів, а також тривожним або людиноненависницьким історичним курйозам. Заснований у 1996 році, він був створений розробником, відомим як Soylent Communications. Оновлення сайту сповільнилося у 2009 році, а останнє оновлення відбулося у лютому 2012 року. Востаннє головна сторінка сайту була заархівована у лютому 2018 року.

## Історія
Наприкінці 1996 року Сойлент написав програму, яка визначала незареєстровані доменні імена в Інтернеті, що складалися з одного слова, за відповідною словниковою статтею. «Rotten» було одним із незатребуваних слів, і того ж року Soylent зареєструвала домен rotten.com. Rotten.com позиціонував себе як бастіон свободи слова в Інтернеті в епоху, коли цензура в деяких країнах почала обмежувати доступ до Інтернету.
Rotten.com мав спартанську верстку; поруч із посиланнями не було мініатюрних зображень, а самі посилання мали однорядкові описи з нездоровим гумором, які часто не містили жодних натяків на їхній зміст. Контент складався з зображень, надісланих користувачами, причому розробники рідко публікували контент самостійно. Хоча зображення були позначені як «реальні», часто вони були неправильно атрибутовані; в одному випадку файл, поданий як «motorcycle.jpg», був описаний як такий, що зображає аварію на мотоциклі, але розробники визнали, що це, ймовірно, була спроба самогубства за допомогою рушниці.
На сайт Rotten.com потрапило нібито зображення медичного персоналу, який витягує тіло принцеси Діани з місця автокатастрофи, хоча пізніше було підтверджено, що це фото — фейк. Однак, зважаючи на широкий інтерес до аварії, зображення все одно було розміщене, що призвело до значного сплеску трафіку. Сайт також був одним з перших, хто опублікував зображення людей котрі стрибнули з веж-близнюків 11 вересня під назвою «Пірнаючий лебідь» («Swan Dive»).

## Юридичні суперечки
Протягом багатьох років Rotten.com погрожували багатьма судовими позовами, здебільшого у формі повідомлень про припинення діяльності. Вони варіювалися від серйозних питань, таких як прохання видалити з сайту фотографії померлих родичів, до прохання Burlington Coat Factory видалити «trenchcoat.org» — домен, придбаний Rotten.com як посилання на «Мафію тренчкотів», хоча він просто містив посилання на веб-сторінку Burlington Coat Factory.
24 червня 2005 року федеральний уряд США наказав видалити розділ «Трах місяця» з сайту, а також контент з кількох допоміжних сайтів. Публікуючи повідомлення про видалення сторінки, модератор сайту розкритикував прихильників Альберто Гонсалеса та адміністрації Буша за сприяння цензурі.

## Rotten Library
У 2003 році була створена «Rotten Library» як енциклопедія, що доповнювала веб-сайт. Бібліотека містила сотні статей під 17 різними рубриками, включаючи культуру, мистецтво, медицину, кримінал, подорожі та окультизм. Статті містили детальні дослідження, хронологію подій, а інколи містили раніше небачені зображення різних відомих подій. Заголовки всередині статей мають гумористичний характер, з описом предмета (наприклад, медичного стану) в неформальному і часто образливому тоні. У записі, присвяченому розладам харчової поведінки, заголовок над розділом про булімію має назву «Булімія Бетті».

## Merchandise
Rotten.com мав магазин, де продавалися футболки, килимки для мишей, наклейки, магніти і химерні DVD.

## Пов'язані сайти

### The Daily Rotten
Наприкінці 1999 року Томас Делл (Thomas E. Dell) заснував The Daily Rotten, який щодня публікував історії, зосереджуючись переважно на тероризмі, вбивствах, самогубствах, насильстві та екскрементах. Daily Rotten, також відомий як «Rotten News», створюється на основі повідомлень користувачів, які редагує «Rotten Staff Duder», який сам себе називає «Гнилим співробітником». Тут також є коментарі до кожної статті, розміщені зареєстрованими користувачами; вони, як правило, містять схожі історії або жахливі зображення. Вони називають себе «rotteneers», що є сатиричним відсиланням до «Клубу Міккі Мауса» Волта Діснея, та/або «rottentots».

### Boners.com
Rotten.com запустив сайт Boners.com у відповідь на побажання глядачів, які хотіли бачити щоденну сторінку з фотографіями поряд з новинною дошкою Daily Rotten. Слово «стояк» означає прикру помилку або чоловічий орган у стані збудження. Зображення, як правило, складалися з кумедних громадських знаків, фалічних зображень та представників громадськості у незручних ситуаціях.

### The Gaping Maw
У 2000 році було засновано The Gaping Maw — редакційно-коментарний архів. Більшість статей були написані карикатуристом Трістаном Фарноном під псевдонімом «Spigot» (з Leisure Town) або іншими веб-майстрами. Сторінки містили новини, сатиру та коментарі про сучасне суспільство. Разом із «Бібліотекою гнилого» це покращило репутацію Rotten.com у багатьох спільнотах, оскільки додало сайту гуманного та інтелектуального аспекту. 22 червня 2005 року «Роззявлену пащу» було закрито, щоб відповідати новим урядовим вимогам щодо розповсюдження порнографії, а саме — державній перевірці віку моделей відповідно до § 2257 Зводу законів США (18 U.S.C. § 2257). Всі статті були видалені, а титульна сторінка сайту була замінена заявою, що нарікає на прийняття законів, на чолі з банером «ЦЕНЗУРУЄТЬСЯ УРЯДОМ США!». У січні 2006 року «Роззявлена паща» повернулася в мережу з деякими суттєво відредагованими статтями.

### Rotten Dead Pool
У листопаді 2003 року було запущено Rotten Dead Pool. Dead Pool — це гра, в якій гравці обирали десять осіб, які, на їхню думку, помруть протягом наступних 12 місяців. За кожен правильний вибір гравцеві нараховувався бал. Вибір не вважався правильним, якщо людина була страчена, вбита або померла в інший спосіб після того, як минуло 12 місяців.

### NNDB
У середині 2002 року Rotten.com запустив онлайн-базу даних NNDB. NNDB — це постійно оновлюваний веб-сайт, який містив інформацію про тисячі видатних людей. Розділ новин припинив оновлюватися 16 січня 2016 року, а розділ смертей знаменитостей востаннє оновлювався 31 грудня 2021 року. Сам веб-сайт досі працює.

### Sports Dignity
«Спортивна гідність» — це галерея фотографій, на яких зображені ганебні інциденти або інциденти, пов'язані з НСЖ, під час спортивних ігор і турнірів.

## Публікації
- The I Hate Dick Cheney, John Ashcroft, Donald Rumsfeld, Condi Rice Reader. Avalon Publishing. 2004. ISBN 1-56025-620-6. (pp. 194–204 consists of the Rotten Library entry for John Ashcroft)